# Akiko Suzuki
Akiko Suzuki (鈴木 明子?, Suzuki Akiko; Toyohashi, 28 marzo 1985) è un'ex pattinatrice artistica su ghiaccio e coreografa giapponese.
Vincitrice della medaglia di bronzo ai Campionati mondiali di pattinaggio di figura 2012, ha ottenuto due medaglie nelle finali del Grand Prix di pattinaggio di figura (2009 bronzo, 2011 argento), la medaglia d'argento nel 2010 e nel 2013 nella competizione Four Continents, due argenti nei campionati nazionali giapponesi ed è stata la vincitrice del Winter University Games nel 2007.

## Carriera Sportiva

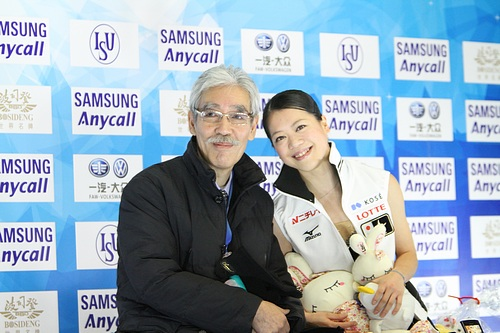
Suzuki con il suo coach Hiroshi Nagakubo

Akiko Suzuki ha vinto la medaglia di bronzo nella finale 2001-2002 del torneo Junior Grand Prix e ha gareggiato sia nei campionati mondiali di pattinaggio di figura juniores sia nei Campionati dei Quattro continenti.
Dopo aver avuto una carriera di successo nella categoria junior, Akiko è stata intralciata nel suo percorso da problemi di disordine alimentare iniziati all'età di 18 anni, quando ha lasciato la sua casa per frequentare l'università.
Dal momento che il suo peso era sceso fino a soli 32 kg era impossibile per lei effettuare i salti ed è stata costretta a rinunciare all'intera stagione 2003-2004.
Solo dopo un intero anno è riuscita a recuperare il peso che aveva perso.
Con la stagione 2004-2005 è infine ritornata al pattinaggio agonistico, dopo essere stata ispirata dalla vittoria di Shizuka Arakawa ai campionati mondiali del 2004.
La svolta per lei si è verificata nella stagione 2007-2008 con la vittoria in vari eventi ed il raggiungimento del suo risultato migliore nei campionati nazionali giapponesi dal 2002, con il conseguente ottenimento della sua prima nomina per la partecipazione al senior Grand Prix nel 2008-2009. Nel 2008 ha vinto la medaglia d'argento al NHK Trophy e nella stessa stagione ha anche vinto il Finlandia Trophy e concluso in ottava posizione il Campionato dei Quattro continenti.

### Stagione 2009-2010

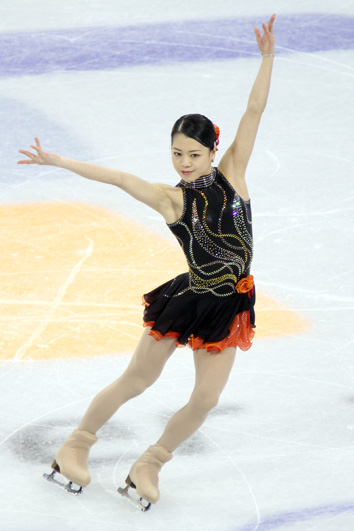
Akiko Suzuki alle Olimpiadi del 2010

Nella stagione 2009-2010 ha ricevuto due nomine per il Grand Prix e nel 2009 ha vinto la Cup of China e si è classificata quinta nella competizione Skate Canada International, qualificandosi per l'edizione 2009-2010 della finale del Grand Prix, nella quale ha vinto la medaglia di bronzo.
Akiko si è poi guadagnata un posto nella squadra olimpica giapponese dopo aver ottenuto il secondo posto nella competizione nazionale giapponese di pattinaggio di figura del 2009-2010. È stata inoltre inviata a partecipare al Campionato dei Quattro continenti del 2010, dove ha vinto la medaglia d'argento.
Ha concluso le Olimpiadi in ottava posizione ed ha in seguito, sempre nel 2010, ottenuto un undicesimo posto ai suoi primi campionati mondiali nella categoria Senior.

### Stagione 2010-2011
Nel 2010 Akiko ha nuovamente partecipato al Finlandia Trophy, vincendolo ancora. Inoltre ha vinto la medaglia d'argento in entrambi gli eventi del Grand Prix 2010 a cui ha preso parte, nella Cup of Russia e nella Cup of China. Per la seconda volta si è qualificata per la finale del Grand Prix, al termine della quale si è classificata quarta. Avendo ottenuto solo un quarto posto nei campionati nazionali le è stata preclusa la possibilità di far parte della squadra per i campionati del mondo, ma ha comunque potuto gareggiare nel Campionato dei Quattro continenti del 2011, dove si è classificata settima.

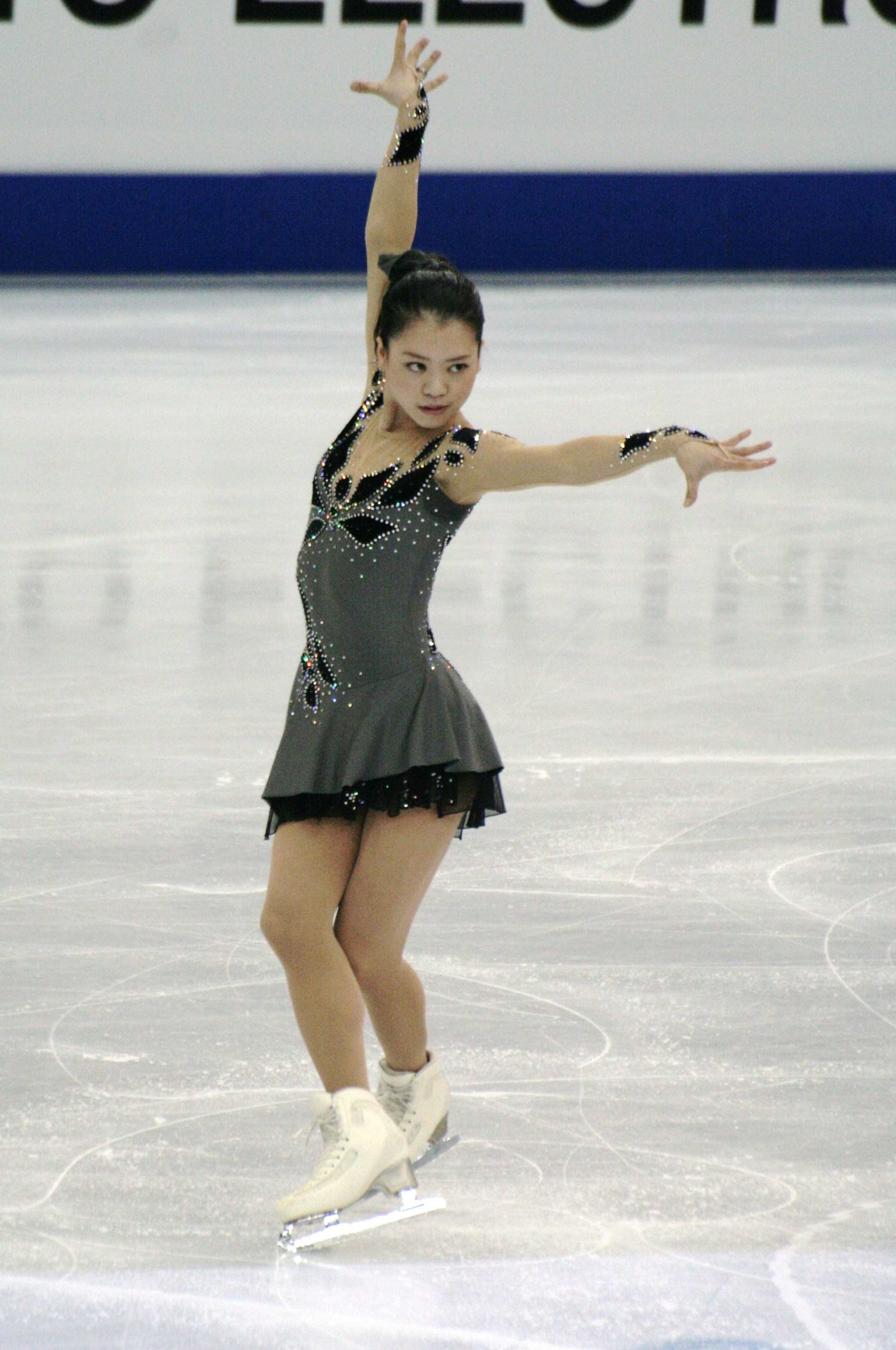
Akiko Suzuki ai mondiali del 2012

### Stagione 2011-2012
Per l'edizione 2011-2012 del Grand Prix ISU, Akiko è stata inviata a partecipare a Skate Canada, dove ha ottenuto una medaglia d'argento con un punteggio totale di 172,26, e al NHK Trophy, dove ha vinto l'oro registrando inoltre il suo risultato migliore sia nel programma corto con 66,55 punti, che per il punteggio totale, di 185,98 punti. Tali risultati hanno fatto sì che l'atleta si qualificasse per la Finale del Grand Prix 2011, nella quale ha poi vinto una medaglia d'argento. La pattinatrice ha poi ripetuto tale risultato ai campionati nazionali giapponesi posizionandosi dietro Mao Asada e qualificandosi quindi per partecipare ai Mondiali di pattinaggio del 2012, nei quali si è classificata terza divenendo così la pattinatrice di età maggiore a vincere una medaglia ai campionati del mondo sin dai tempi di Marija Butyrskaja.
Nel 2012 ha preso parte al World Team Trophy vincendo nella categoria femminile e superando anche Carolina Kostner, campionessa del mondo in carica. La squadra giapponese ha inoltre vinto l'intero evento.

### Stagione 2012–2013
Akiko Suzuki ha inaugurato la stagione 2012-2013 classificandosi terza nel Japan Open, evento a squadre organizzato dalla Federazione di pattinaggio del Giappone e nel quale il team nipponico si è classificato primo, superando quello del Nord America e quello europeo.
Per l'edizione 2012-2013 del Grand Prix la Suzuki è stata assegnata alle stesse competizioni della stagione precedente, cioè a Skate Canada 2012 ed all'NHK Trophy. Nella prima delle due gare, tenutasi a Windsor nell'Ontario, dopo aver correttamente eseguito sei salti tripli nel programma libero, si è classificata seconda con 175,16 punti, al seguito della canadese Kaetlyn Osmond e precedendo la connazionale Kanako Murakami.
L'NHK Trophy si è tenuto invece a Sendai, in Giappone. Al termine del primo segmento di gara Akiko Suzuki si è classificata quinta con 58,60 punti. Conquistando il primo posto nel programma libero, in cui ha eseguito correttamente una combinazione doppio axel-triplo toe-loop ed altri cinque salti tripli, la pattinatrice giapponese è però riuscita ad ottenere la medaglia d'argento con 185,22 punti ed a qualificarsi per la finale del Grand Prix.
A Soči, in Russia, Suzuki ha quindi preso parte alla finale del Grand Prix 2012-2013. Il 7 dicembre, nel programma corto, ha ottenuto la terza posizione con 65,00 punti. Il giorno successivo, nel programma libero, è caduta due volte, prima su un triplo flip e poi su un triplo rittberger, ma è riuscita comunque ad ottenere il terzo posto nel secondo segmento di gara e quindi a vincere la medaglia di bronzo al seguito della connazionale Mao Asada e della statunitense Ashley Wagner.
A dicembre 2012, dopo essersi classificata quarta nel campionato nazionale al seguito di Satoko Miyahara, Akiko Suzuki ha annunciato che la stagione 2013-2014 sarà l'ultima in cui prenderà parte alle competizioni.
La pattinatrice nipponica ha poi vinto la medaglia d'argento nel Campionato dei Quattro Continenti 2013 che si è svolto ad Osaka. In tale competizione, la squadra giapponese ha conquistato l'intero podio nel singolo femminile poiché Mao Asada e Kanako Murakami si sono classificate rispettivamente prima e terza. Inoltre il punteggio totale realizzato dalla Suzuki e pari a 190,08 punti è risultato essere il suo nuovo record personale.
Nei campionati mondiali del 2013, Akiko Suzuki si è classificata dodicesima, mentre ha poi vinto la medaglia d'oro nel World Team Trophy, evento in cui la squadra giapponese si è classificata terza. In tale occasione ha nuovamente segnato il proprio record sia nel punteggio del programma libero, pari a 133,02 punti, che in quello totale, di 199,58 punti.

### Stagione 2013-2014

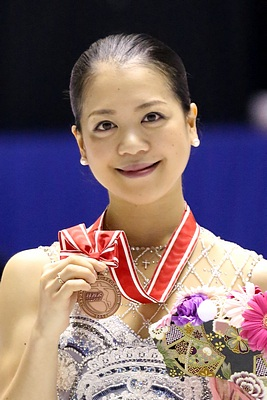
Akiko Suzuki all'NHK Trophy nel 2013

Suzuki ha iniziato la sua stagione al Finlandia Trophy 2013, dove ha vinto la medaglia d'argento dietro Julija Lipnickaja. Ha vinto un altro argento a Skate Canada 2013, sempre dietro Lipnitskaya. All'NHK Trophy 2013 ha vinto la medaglia di bronzo dopo essersi classificata seconda nel programma corto e quarta nel programma libero.
Suzuki ha vinto l'oro al Campionato giapponese 2013-2014, davanti a Kanako Murakami e Mao Asada. Si è classificata seconda nel programma corto dietro ad Asada, ma è salita al primo grazie alla vittoria nel programma libero.
Alle Olimpiadi invernali del 2014 Suzuki ha partecipato alla competizione a squadre, nella quale ha eseguito il quarto programma libero; complessivamente il Giappone è arrivato quinto. Nella gara femminile Suzuki si è piazzata ottavo. Al Campionato del mondo 2014 ha realizzato il quarto programma corto stabilendo il primato personale nel punteggio, ottava nel libero e sesta assoluta. Dopo il Campionato del mondo Suzuki ha lasciato l'agonismo.

### Attività post-agonistiche
Dopo aver lasciato l'agonismo nel 2014, Suzuki ha iniziato a lavorare come coreografa e allenatrice insieme al suo ex allenatore, Hiroshi Nagakubo, allo Howa Sports Land Skating Club nella Prefettura di Aichi. 
Suzuki ha realizzato coreografie, fra gli altri, per
- Mone Chiba[12]
- Rika Hongō[13]
- Yūma Kagiyama[14]
- Mai Mihara[15][16]
- Kaori Sakamoto[16]
- Shun Sato[17]
- Sōta Yamamoto[18]
- Mako Yamashita[16]
- Yuhana Yokoi[19]

Sue sono anche le coreografie dell'anime Medalist, utilizzando anche la tecnologia motion capture.
Nel 2017 è entrata a far parte del Comitato Olimpico Giapponese e ha ricoperto il ruolo di specialista tecnica commentando le gare per la televisione giapponese.
Suzuki ha fatto parte del cast del tour annuale di Fantasy on Ice fra il 2010 e il 2019 e si è esibita in Hyoen, show caratterizzato da una commistione di pattinaggio su ghiaccio e teatro kabuki. Suzuki ha partecipato a eventi dedicati alla commemorazione del Terremoto e maremoto del Tōhoku del 2011. Nel 2016 insieme ai campioni olimpici Shizuka Arakawa e Yuzuru Hanyū e a Takeshi Honda ha partecipato alla NHK Trophy Figure Skating Special Exhibition, nella quale i quattro pattinatori hanno interpretato Hana wa saku. Nel 2023, nel 2024 e nel 2025 ha partecipato allo show Yuzuru Hanyu Notte Stellata, condotto da Yuzuru Hanyū e tenutosi Rifu, vicino a Sendai, con lo scopo di ricordare la catastrofe e trasmettere un messaggio di speranza. Nello show del 2025 si è esibita insieme a Hanyu, Satoko Miyahara, Keiji Tanaka, Takahito Mura e Shae-Lynn Bourne in pista e a Mansai Nomura (che si trovava su un palco in centro alla pista) in un brano, Mansai Bolero, che ha portato il teatro kyogen sul ghiaccio.
Nel settembre del 2024 Suzuki, insieme a Yuzuru Hanyu, Satoko Miyahara e Takahito Mura, ha partecipato allo show di beneficenza Challenge, il cui ricavato è stato destinato alle aree deavastate dal terremoto della Penisola di Noto. Oltre a interpretare il suo programma, Hymn to Love, Suzuki ha realizzato la coreografia del numero di gruppo sul brano Que sera sera dei Mrs. Green Apple.

## Vita privata
Suzuki ha iniziato a pattinare a sei anni. Dopo aver partecipato ad alcuni campi di allenamento tenuti da Hiroshi Nagakubo, si è trasferita a Sendai, dove ha frequentato l'Università, per potersi allenare con lui. L'anoressia nervosa, di cui ha sofferto, l'ha costretta a saltare l'intera stagione di pattinaggio 2003-2004. Si è laureata nel 2007.
In seguito si è allenata a Nagoya e ha espresso il desiderio di diventare una coreografa dopo la fine della sua carriera agonistica.

## Programmi
| Stagione  | Programma corto                                                                                      | Programma libero                                                                            | Esibizioni |
| --------- | --- | ------------------------------------------------------------------------------------------- | --- |
| 2012–2013 | Colonna sonora dal film Kill Bill coreografia di Anželika Krylova                                    | O dallo spettacolo del Cirque du Soleil di Benoit Jutras coreografia di Pasquale Camerlengo | Les Parapluies de Cherbourg di Michel Legrand coreografia di Massimo Scali |
| 2011–2012 | Hungarian Rhapsody di Franz Liszt arrangiata da Edvin Marton coreografia di Anželika Krylova         | Die Fledermaus ouverture di Johann Strauss II coreografia di Pasquale Camerlengo            | You Haven't Seen the Last of Me di Cher Show Me How You Burlesque di Christina Aguilera coreografia di Anželika Krylova                                                                            |
| 2010–2011 | Tango Jalousie di Jacob Gade coreografia di Kenji Miyamoto                                           | Fiddler on the Roof (musical) di Jerry Bock coreografia di Pasquale Camerlengo              | Bellezza di Wibi Soerjadi coreografia di Akiko SuzukiIce Queen di Paul Dinletir Prophecy di Harem coreografia di Miki Sakagami and JANSU Tennessee Waltz di Patti Page coreografia di Akiko Suzuki |

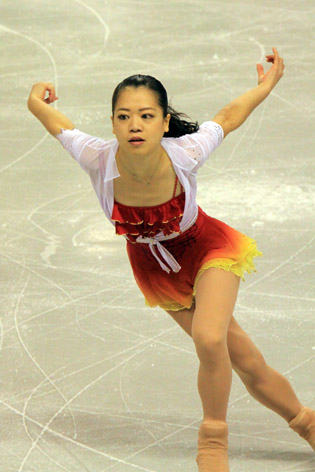
Akiko Suzuki all'edizione 2009 di Skate Canada

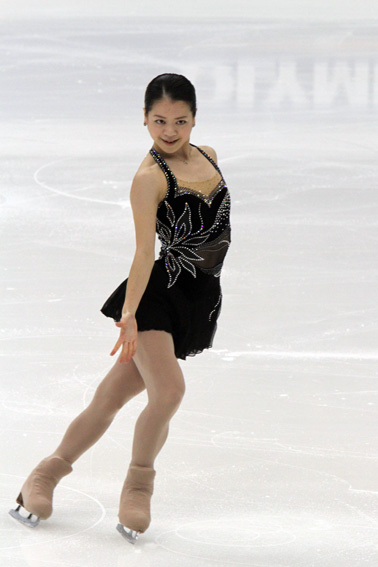
Akiko Suzuki al Quattro continenti del 2011

| 2009–2010 | - Andalucia di Bill Whelan - Fire Dance di Bill Whelan (da Riverdance) coreografia di Kenji Miyamoto | West Side Story di Leonard Bernstein coreografia di Shae-Lynn Bourne                        | Caribe di Michel Camilo coreografia di Kenji Miyamoto |
| 2008–2009 | La Campanella di Franz Liszt coreografia di Kenji Miyamoto                                           | Dark Eyes di Francis Lai coreografia di Yuko Hongo e Noriko Sato                            | Libertango di Ástor Piazzolla coreografia di Kenji Miyamoto |
| 2007–2008 | Firedance da Riverdance di Bill Whelan coreografia di Nanami Abe                                     | Titanic di James Horner coreografia di Nanami Abe                                           | Titanic di James Horner |
| 2006–2007 | Firedance da Riverdance di Bill Whelan coreografia di Nanami Abe                                     | Chiaro di luna di Ludwig van Beethoven                                                      | It's a Beautiful Day di Sarah Brightman Nocturne da Songs from a Secret Garden di Rolf Løvland |
| 2005–2006 | Bolero Fantasy di The Planets                                                                        | Chiaro di luna by Ludwig van Beethoven                                                      | |
| 2004–2005 | Bolero Fantasy di The Planets                                                                        | Salome di Richard Strauss                                                                   | |
| 2003–2004 | Bolero Fantasy di The Planets                                                                        | The Red Violin da Rodorigo                                                                  | |
| 2002–2003 | Introduction and Rondo capriccioso di Camille Saint-Saëns                                            | The Red Violin da Rodorigo                                                                  | |
| 2001–2002 | Piano Concerto#1 in E minor, op.11 di Fryderyk Chopin                                                | Romeo e Giulietta di Nino Rota, William Walton e Sergei Prokofiev                           | |

## Palmarès

### Dalla stagione 2004-2005
| Risultati | Risultati      | Risultati      | Risultati      | Risultati      | Risultati      | Risultati      | Risultati      | Risultati      | Risultati      | Risultati      | Risultati      | Risultati      | Risultati      | Risultati      |
| Internazionali | Internazionali | Internazionali | Internazionali | Internazionali | Internazionali | Internazionali | Internazionali | Internazionali | Internazionali | Internazionali | Internazionali | Internazionali | Internazionali | Internazionali |
| Evento | 2004–05        | 2005–06        | 2006–07        | 2007–08        | 2008–09        | 2009–10        | 2010–11        | 2011–12        | 2012–13        | 2013-14        |                |                |                |                |
| --- | -------------- | -------------- | -------------- | -------------- | -------------- | -------------- | -------------- | -------------- | -------------- | -------------- | -------------- | -------------- | -------------- | -------------- |
| Giochi olimpici invernali |                |                |                |                |                | 8º             |                |                |                | 8º             |                |                |                |                |
| Campionati mondiali |                |                |                |                |                | 11º            |                | 3º             | 12º            | 6º             |                |                |                |                |
| Quattro continenti |                |                |                |                | 8º             | 2º             | 7º             |                | 2º             |                |                |                |                |                |
| GP Finale |                |                |                |                |                | 3º             | 4º             | 2º             | 3º             |                |                |                |                |                |
| GP Cup of China |                |                |                |                |                | 1º             | 2º             |                |                |                |                |                |                |                |
| GP Cup of Russia |                |                |                |                |                |                | 2º             |                |                |                |                |                |                |                |
| GP NHK Trophy |                |                |                |                | 2º             |                |                | 1º             | 2º             | 3º             |                |                |                |                |
| GP Skate Canada |                |                |                |                |                | 5º             |                | 2º             | 2º             | 2º             |                |                |                |                |
| Finlandia Trophy |                |                |                |                | 1º             |                | 1º             |                |                | 2º             |                |                |                |                |
| Nebelhorn Trophy |                |                |                |                | 3º             |                |                |                |                |                |                |                |                |                |
| Challenge Cup |                |                |                | 1º             |                |                |                |                |                |                |                |                |                |                |
| Golden Spin |                | 7º             |                | 1º             |                |                |                |                |                |                |                |                |                |                |
| Triglav Trophy |                |                |                |                |                |                | 1º             |                |                |                |                |                |                |                |
| Universiadi |                | 8º             |                | 1º             |                |                |                |                |                |                |                |                |                |                |
| New Zealand Winter Games |                |                |                |                |                | 1º             |                |                |                |                |                |                |                |                |
| Nazionali |                |                |                |                |                |                |                |                |                |                |                |                |                |                |
| Evento | 2004–05        | 2005–06        | 2006–07        | 2007–08        | 2008–09        | 2009–10        | 2010–11        | 2011–12        | 2012–13        | 2013-14        |                |                |                |                |
| Campionati giapponesi | 12º            | 12º            | 10º            | 5º             | 4º             | 2º             | 4º             | 2º             | 4º             | 1º             |                |                |                |                |
| Campionati giapponesi juniores | 3º             | 5º             |                |                |                |                |                |                |                |                |                |                |                |                |
| Eventi in squadra |                |                |                |                |                |                |                |                |                |                |                |                |                |                |
| World Team Trophy |                |                |                |                |                |                |                | 1ºS / 1ºP      | 3ºS / 1ºP      |                |                |                |                |                |
| Japan Open |                |                |                |                |                |                |                | 3ºS / 3ºP      | 1ºS / 3ºP      |                |                |                |                |                |
| S = Risultato della Squadra giapponese; P = Risultato Personale (N.B. le medaglie sono state consegnate solo per i risultati della squadra) Akiko Suzuki non ha preso parte ad alcuna gara durante la stagione 2003-2004 |                |                |                |                |                |                |                |                |                |                |                |                |                |                |

### Fino alla stagione 2002-2003

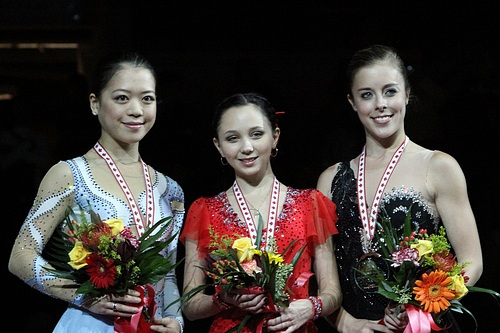
Akiko Suzuki (a sinistra) sul podio dell'edizione 2011 di Skate Canada

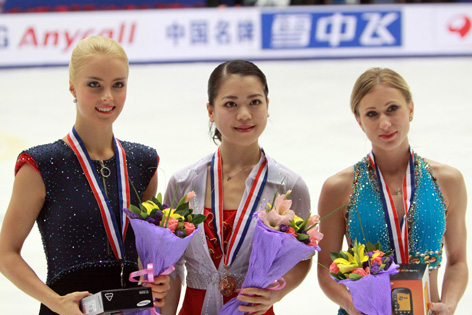
Akiko Suzuki (al centro) sul podio dell'edizione 2009 della Cup of China.

| Risultati                        | Risultati      | Risultati      | Risultati      | Risultati      | Risultati      | Risultati      | Risultati      | Risultati      | Risultati      | Risultati      | Risultati      | Risultati      | Risultati      | Risultati      |
| Internazionali                   | Internazionali | Internazionali | Internazionali | Internazionali | Internazionali | Internazionali | Internazionali | Internazionali | Internazionali | Internazionali | Internazionali | Internazionali | Internazionali | Internazionali |
| Evento                           | 1998–99        | 1999–00        | 2000–01        | 2001–02        | 2002–03        |                |                |                |                |                |                |                |                |                |
| -------------------------------- | -------------- | -------------- | -------------- | -------------- | -------------- | -------------- | -------------- | -------------- | -------------- | -------------- | -------------- | -------------- | -------------- | -------------- |
| Quattro continenti               |                |                |                | 8º             |                |                |                |                |                |                |                |                |                |                |
| Triglav Trophy                   | 2º             |                |                |                |                |                |                |                |                |                |                |                |                |                |
| Internazionali: categoria Junior |                |                |                |                |                |                |                |                |                |                |                |                |                |                |
| Campionati mondiali juniores     |                |                | 7º             |                |                |                |                |                |                |                |                |                |                |                |
| JGP Finale                       |                |                |                | 3º             |                |                |                |                |                |                |                |                |                |                |
| JGP Cina                         |                |                |                |                | 5º             |                |                |                |                |                |                |                |                |                |
| JGP Repubblica Ceca              |                |                |                | 3º             |                |                |                |                |                |                |                |                |                |                |
| JGP Giappone                     |                |                |                | 1º             |                |                |                |                |                |                |                |                |                |                |
| JGP Norvegia                     |                |                | 8º             |                |                |                |                |                |                |                |                |                |                |                |
| JGP Ucraina                      |                |                | 6º             |                |                |                |                |                |                |                |                |                |                |                |
| JGP Usa                          |                |                |                |                | 1º             |                |                |                |                |                |                |                |                |                |
| Nazionali                        |                |                |                |                |                |                |                |                |                |                |                |                |                |                |
| Evento                           | 1998–99        | 1999–00        | 2000–01        | 2001–02        | 2002–03        |                |                |                |                |                |                |                |                |                |
| Campionati giapponesi            |                |                | 4º             | 4º             | 9º             |                |                |                |                |                |                |                |                |                |
| Campionati giapponesi juniores   | 3º             | 5º             | 2º             | 5º             | 5º             |                |                |                |                |                |                |                |                |                |
| JGP = Junior Grand Prix          |                |                |                |                |                |                |                |                |                |                |                |                |                |                |

## Risultati in dettaglio

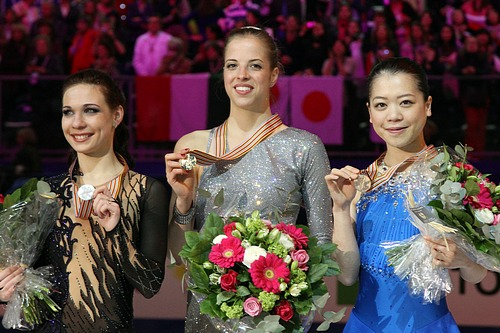
Akiko Suzuki (a destra) durante la cerimonia di premiazione dei mondiali del 2012

| Stagione 2013–2014  | Stagione 2013–2014             | Stagione 2013–2014 | Stagione 2013–2014 | Stagione 2013–2014 |
| Data                | Evento                         | PC                 | PL                 | Totale             |
| ------------------- | ------------------------------ | ------------------ | ------------------ | ------------------ |
| 7-23 febbraio 2014  | Giochi olimpici invernali 2014 | 8 60.97            | 8 125.35           | 8 186.32           |
| 20-23 dicembre 2013 | Campionati nazionali 2014      | 2 70.19            | 1 144.99           | 1 215.18           |
| 8-10 novembre 2013  | NHK Trophy 2013                | 2 66.03            | 4 113.29           | 3 179.32           |
| 25-27 ottobre 2013  | Skate Canada 2013              | 2 65.76            | 2 127.99           | 2 193.75           |
| 4-6 ottobre 2013    | Finlandia Trophy 2013          | 2 64.57            | 3 115.97           | 2 180.54           |

| Stagione 2012–2013  | Stagione 2012–2013              | Stagione 2012–2013 | Stagione 2012–2013 | Stagione 2012–2013 |
| Data                | Evento                          | PC                 | PL                 | Totale             |
| ------------------- | ------------------------------- | ------------------ | ------------------ | ------------------ |
| 11–14 aprile 2013   | World Team Trophy 2013          | 2 66,56            | 1 133,02           | 1 199,58           |
| 10–17 marzo 2013    | Campionati mondiali 2013        | 7 61,17            | 13 103,42          | 12 164,59          |
| 8–11 febbraio 2013  | Quattro continenti 2013         | 2 65,65            | 2 124,43           | 2 190,08           |
| 20–23 dicembre 2012 | Campionati giapponesi 2012-2013 | 1 65,09            | 5 114,94           | 4 180,03           |
| 6–9 dicembre 2012   | Finale del Grand Prix 2012-2013 | 3 65,00            | 3 115,77           | 3 180,77           |
| 23-25 novembre 2012 | NHK Trophy 2012                 | 5 58,60            | 1 126,62           | 2 185,22           |
| 26-28 ottobre 2012  | Skate Canada 2012               | 5 55,12            | 1 120,04           | 2 175,16           |

| Stagione 2011–2012      | Stagione 2011–2012              | Stagione 2011–2012 | Stagione 2011–2012 | Stagione 2011–2012 |
| Data                    | Evento                          | PC                 | PL                 | Totale             |
| ----------------------- | ------------------------------- | ------------------ | ------------------ | ------------------ |
| 18-22 aprile 2012       | World Team Trophy 2012          | 2 67.51            | 2 120.28           | 1 187.79           |
| 26 marzo–1º aprile 2012 | Campionati mondiali 2012        | 5 59.38            | 2 121.30           | 3 180.68           |
| 23–25 dicembre 2011     | Campionati giapponesi 2011-2012 | 3 59.60            | 1 119.67           | 2 179.27           |
| 8–11 dicembre 2011      | Finale del Grand Prix 2011-2012 | 2 61.30            | 3 118.46           | 2 179.76           |
| 11–13 novembre 2011     | NHK Trophy 2011                 | 1 66.55            | 2 119.43           | 1 185.98           |
| 27–30 ottobre 2011      | Skate Canada 2011               | 4 52.82            | 1 119.44           | 2 172.26           |

| Stagione 2010–2011  | Stagione 2010–2011              | Stagione 2010–2011 | Stagione 2010–2011 | Stagione 2010–2011 |
| Data                | Evento                          | PC                 | PL                 | Totale             |
| ------------------- | ------------------------------- | ------------------ | ------------------ | ------------------ |
| 7–10 aprile 2011    | Triglav Trophy 2011             | 1 57,15            | 2 90,83            | 1 147,98           |
| 15–20 febbraio 2011 | Quattro continenti 2011         | 6 57,64            | 7 104,95           | 7 162,59           |
| 23–26 dicembre 2010 | Campionati giapponesi 2010-2011 | 7 56,86            | 4 119,10           | 4 175,96           |
| 9–12 dicembre 2010  | Finale del Grand Prix 2010-2011 | 4 58,26            | 5 115,46           | 4 173,72           |
| 19–21 novembre 2010 | Cup of Russia 2010              | 1 57,43            | 2 115,31           | 2 172,74           |
| 5–7 novembre 2010   | Cup of China 2010               | 2 57,97            | 2 104,89           | 2 162,86           |
| 8–10 ottobre 2010   | Finlandia Trophy 2010           | 2 57,74            | 1 108,83           | 1 166,57           |

| Stagione 2009–2010           | Stagione 2009–2010              | Stagione 2009–2010 | Stagione 2009–2010 | Stagione 2009–2010 |
| Data                         | Evento                          | PC                 | PL                 | Totale             |
| ---------------------------- | ------------------------------- | ------------------ | ------------------ | ------------------ |
| 22–28 marzo 2010             | Campionati mondiali 2010        | 20 48,36           | 7 111,68           | 11 160,04          |
| 12–28 febbraio 2010          | Giochi olimpici invernali 2010  | 11 61,02           | 7 120,42           | 8 181,44           |
| 25–31 gennaio 2010           | Quattro continenti 2010         | 1 58,88            | 2 114,84           | 2 173,72           |
| 25–27 dicembre 2009          | Campionati giapponesi 2009-2010 | 4 67,84            | 2 128,06           | 2 195,90           |
| 3–6 dicembre 2009            | Finale del Grand Prix 2009-2010 | 5 57,54            | 3 116,46           | 3 174,00           |
| 19–22 novembre 2009          | Skate Canada International 2009 | 8 53,10            | 5 94,62            | 5 147,72           |
| 29 ottobre– 1º novembre 2009 | Cup of China 2009               | 4 59,52            | 1 117,14           | 1 176,66           |

| Stagione 2008–2009   | Stagione 2008–2009              | Stagione 2008–2009 | Stagione 2008–2009 | Stagione 2008–2009 |
| Data                 | Evento                          | PC                 | PL                 | Totale             |
| -------------------- | ------------------------------- | ------------------ | ------------------ | ------------------ |
| 2–8 febbraio 2009    | Quattro continenti 2009         | 9 55,40            | 8 104,96           | 8 160,36           |
| 25–27 dicembre 2008  | Campionati giapponesi 2008-2009 | 6 57,02            | 3 116,96           | 4 173,98           |
| 27–30 novembre 2008  | NHK Trophy 2008                 | 4 55,56            | 2 112,08           | 2 167,64           |
| 9–12 ottobre 2008    | Finlandia Trophy 2008           | 1 58,40            | 1 112,28           | 1 170,68           |
| 25–28 settembre 2008 | Nebelhorn Trophy 2008           | 3 55,02            | 3 91,91            | 3 146,93           |

| Stagione 2007–2008  | Stagione 2007–2008              | Stagione 2007–2008 | Stagione 2007–2008 | Stagione 2007–2008 |
| Data                | Evento                          | PC                 | PL                 | Totale             |
| ------------------- | ------------------------------- | ------------------ | ------------------ | ------------------ |
| 6–9 marzo 2008      | Challenge Cup 2008              | 1 53,70            | 1 98,32            | 1 152,02           |
| 26–28 dicembre 2007 | Campionati giapponesi 2007-2008 | 5 58,66            | 5 101,27           | 5 159,93           |
| 8–11 novembre 2007  | Golden Spin di Zagabria 2007    | 1 55,62            | 1 101,28           | 1 156,90           |

| Stagione 2006–2007  | Stagione 2006–2007              | Stagione 2006–2007 | Stagione 2006–2007 | Stagione 2006–2007 |
| Data                | Evento                          | PC                 | PL                 | Totale             |
| ------------------- | ------------------------------- | ------------------ | ------------------ | ------------------ |
| 17–27 gennaio 2007  | Universiadi invernali 2007      | 1 50,40            | 1 97,84            | 1 148,24           |
| 27–29 dicembre 2006 | Campionati giapponesi 2006-2007 | 11 48,72           | 9 96,50            | 10 145,22          |